# 拜占庭礼
拜占庭礼，又称希腊礼、君士坦丁堡礼，是基督教礼仪的一种，于東正教會及东仪天主教会中通行，该礼仪也用于一些新教教派如乌克兰信义会。其礼仪源自三世纪的君士坦丁堡。目前是除了罗马礼（西仪）以外最为通用的礼仪。
君士坦丁堡東正教会建立的拜占庭礼由事奉圣礼、日课、各种圣事、祈祷、祝福及驱魔组成并包括各式建筑风格、圣像、礼仪音乐、衣着及在多个世纪的传统下形成的习俗。信众在拜占庭礼的圣礼中通常保持站姿，较虔诚的信众还会时常跪拜。圣礼途中，信众可以随意走动。一般来说，拜占庭礼的高级僧侣及神职既不剃发也不剃须。
圣经在该礼仪中非常重要，在平日及圣礼时都会经常引用。每周，都会根据座位念经完整地诵读一遍圣咏一百五十篇。在大斋期期间更是加至两遍。
斋戒在拜占庭礼中比罗马礼更为严格，斋期期间，信众不仅避免食肉，同时也不进用乳制品。很多时候，鱼、食用油也常被列在禁食的物品中。拜占庭礼遵循四大斋期，包括大斋期、主降生斋期、使徒斋期及聖母安息斋期。非斋期的日子里，每周三、五也被视为斋戒日。有些修道院的斋戒日还包括周一。

## 历史
所有的东方教会礼仪皆源自两种礼仪：亚历山大礼及安提阿礼。这两种礼仪是从早期基督教会中直接发展出来的。拜占庭礼是建立在安提阿礼基础之上的礼仪。在公元381年第二次大公会议将君士坦丁堡升为牧首区前，小亚细亚的牧权主要归于安提阿牧首。会议做出了如下决定：“君士坦丁堡将与罗马同享殊荣，因为君士坦丁堡是新罗马”。慢慢地，拜占庭礼成为了其所辖地区的标准礼仪。在君士坦丁堡采用拜占庭礼后，亚历山大、安提阿以及耶路撒冷遵守迦克墩公会议（基督二性论）的教会也开始采用该仪轨。
至东罗马帝国皇帝狄奥多西一世起，拜占庭礼开始与其他基督教早期礼仪区别开来。至公元691年左右，拜占庭礼已与其他礼仪（如罗马礼）不兼容了。公元11世纪，拜占庭帝国的领土已渐缩小，但拜占庭礼却传播更广了。且仪轨的一致性得到了加强，帝国境内的不同礼仪得到了统一。12世纪末，拜占庭礼成为了所有東正教會的教会仪轨。当基辅的弗拉基米尔为基辅罗斯挑选国教时，他受到了拜占庭礼的震撼，其使节在观摩了事奉圣礼后称“我不知这是在天上还是凡间了”，弗拉基米尔遂将国教定为东正教。
由于拜占庭礼是两种不同礼仪的综合产物（君士坦丁堡大主教区的礼仪及位于耶路撒冷附近的拉伏拉玛尔萨巴的礼仪），其程序可以说是十分繁复。

## 圣事
拜占庭礼教会的圣事主要有：圣洗圣事、聖膏禮、聖體血聖事、告解聖事、傅油礼、神職、婚配聖事等。
圣体血圣事是最重要的圣事，拜占庭礼教会反对罗马礼教会的圣餐变体论（英語：Transubstantiation），认为将面包和酒以理性的方式理解为耶稣的圣体、圣血是一种以人智丈量奇迹的行为。同时，拜占庭礼也不认同新教中将面包和酒视为象征性圣体、圣血的论点。圣餐中的面包和酒在拜占庭礼教会中被视为耶稣的真圣体、血，而面包和酒如何变体则无足轻重。

## 礼仪周期

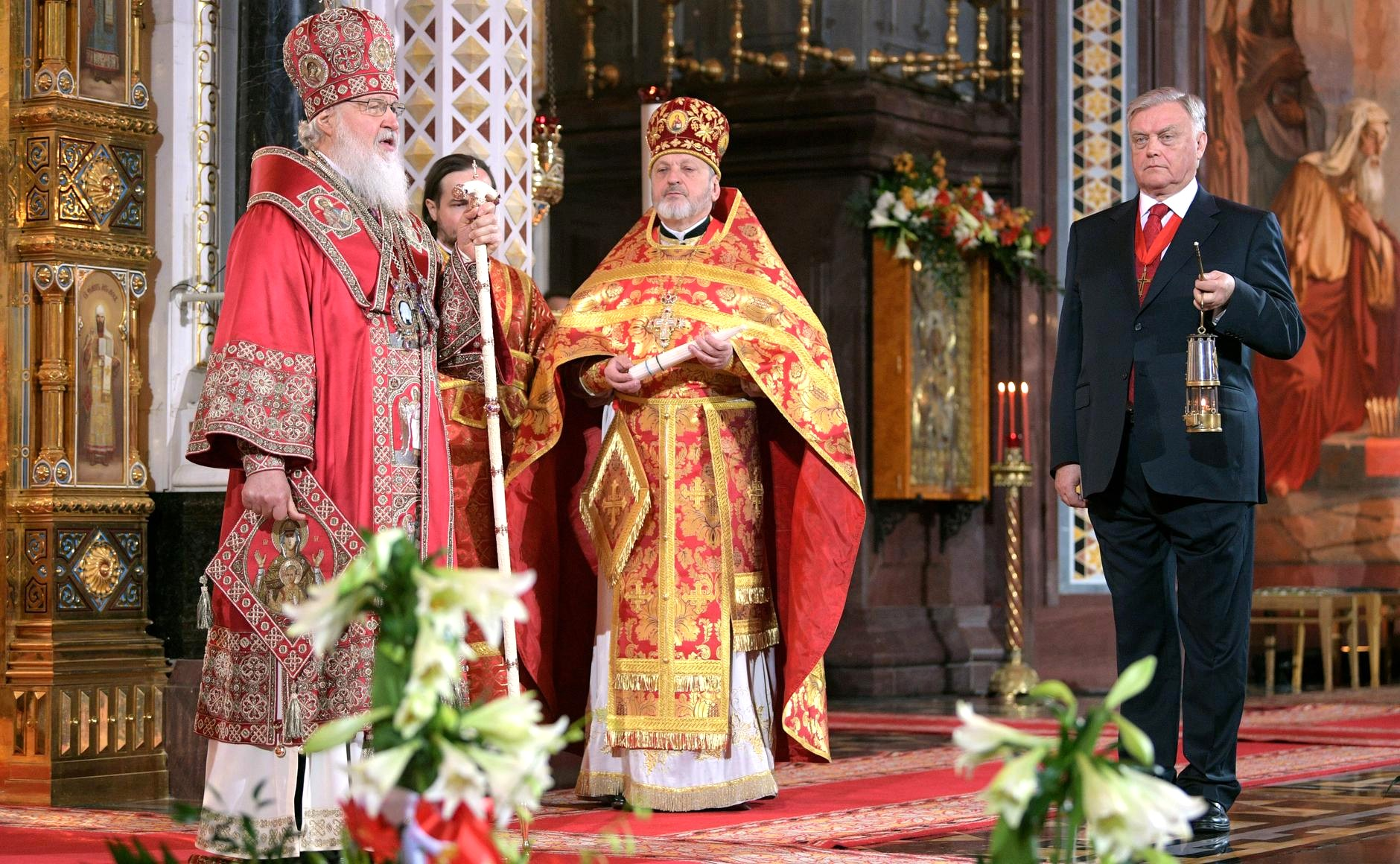
2017年复活节莫斯科基督救世主大教堂举行的圣礼

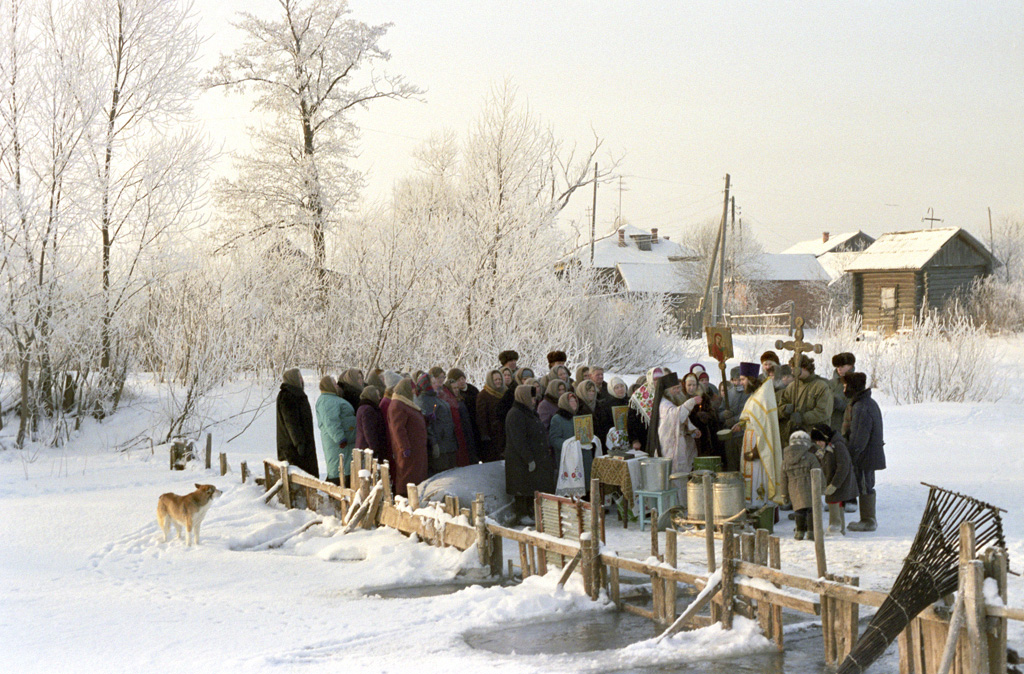
主显节

拜占庭礼庆祝十二大节，所有拜占庭礼教会都庆祝这些节日，即：
- 圣母诞辰节
- 举荣十字架节
- 圣母进堂节
- 圣诞节
- 主显节
- 主进殿节
- 诞神女福音节
- 主进圣城节
- 主升天节
- 五旬节（圣三一节）
- 主易圣容节
- 圣母安息节

复活节是東正教会及拜占庭礼教会中最重要的节日，拜占庭礼的礼仪周期以复活节为终始。围绕着复活节，拜占庭礼有一独立的周期。
| 距复活节日数 | 仪轨       |
| ------------ | ---------- |
| 10周         | 大斋期预备 |
| 7周          | 大斋期     |
| 1周          | 主进圣城节 |
| 6日          | 圣周       |
| 根据儒略历   | 复活节     |
| 节后6日      | 光明周     |
| 节后40日     | 主升天节   |
| 节后50日     | 五旬节     |

对于拜占庭礼教会来说，一年中除复活节周期以外的每一周都以“五旬节后第X周”来计算。以五旬节当日起为“五旬节后第一周”，至下一年复活节周期为止。每周中的每一天，教会都会纪念圣人或奇迹。不同的東正教会会有自己着重庆祝的小节如圣母帡幪节在俄罗斯、乌克兰、白俄罗斯三国受到额外重视。